# 닌자터틀
《닌자터틀》(영어: Teenage Mutant Ninja Turtles)은 2014년 개봉한 미국 영화이다.
2014년 8월 3일 미국 캘리포니아주 로스앤젤레스에서 최초 공개되었으며, 제작국 미국을 포함한 캐나다와 중국 등에서 8월 7일 공식 개봉하였다. 앞서 8월 7일에는 러시아, 멕시코 등의 국가에서 먼저 개봉되었다. 일반 영화 촬영 방식으로 제작되었으나 3D 컨버팅 작업 후 3D 버전으로도 상영하였다.
대한민국에는 씨제이이앤앰 주식회사가 수입하여 2014년 8월 28일 극장 개봉되었다.

## 줄거리
정체불명의 범죄 조직 '풋 클랜'의 테러에 시달리는 뉴욕. 채널6 기자 에이프릴 오닐은 우연히 브루클린 부둣가를 지나다가 풋 클랜과 싸우는 수수께끼의 자경단을 목격한다. 언론인으로서 사명감에 불타는 에이프릴은 취재를 위해, 지하철역에서 벌어진 풋 클랜의 테러 행위에 일부러 인질로 잡힌다. 곧 열차를 타고 나타난 자경단이 순식간에 풋 클랜을 일망타진한다. 사건이 정리된 후, 에이프릴이 자경단을 뒤쫓는다. 그들은 바로 네 명의 돌연변이 닌자 거북이였다. 그들은 에이프릴이 찍은 사진을 전부 삭제하고, 쫓아 다니지 말라고 경고한 뒤에 떠난다.
거북이들을 알아본 에이프릴은 자신의 과거를 되짚어 본다. 거북이들은 십수년 전 이루어진 외계 변이물질 연구 '르네상스 프로젝트'의 부산물이었다. 그리고 에이프릴은 프로젝트 담당 연구원이었던 오닐 박사의 딸이었다. 에이프릴은 실험체인 쥐와 네 마리 거북에게 각각 스플린터, 라파엘, 레오나르도, 미켈란젤로, 도나텔로라는 이름을 붙여 주었다. 원인 불명의 화재가 일어나 프로젝트는 중단됐고, 오닐 박사는 죽었다.
에이프릴은 이러한 사실을 보도하려고 하지만, 허무맹랑한 이야기로 여긴 편집장에 의해 해고당한다. 에이프릴은 아버지의 동료였던 에릭 색스를 찾아가 거북이들이 살아있다는 사실을 알리고, 르네상스 프로젝트의 정보를 묻는다. 색스는 그 연구가 고대 일본의 연금술에서 영감을 얻은 치료제를 만드는 것이었다고 말해준다. 그런데 사실, 색스는 풋 클랜의 수장 슈레더의 제자로, 거북이들을 뒤쫓고 있었다.
거북이들은 스승인 스플린터의 지시로 에이프릴을 근거지인 하수구에 데려온다. 스플린터는 화재 당시 에이프릴에게 구출된 후, 하수구에서 살며 인술을 연마하고 돌연변이로 성장하게 된 경위를 이야기해준다. 그때 하이테크 갑옷으로 무장한 슈레더와 풋 클랜 조직원이 하수구에 들이닥친다. 저항에도 불구하고, 스플린터는 슈레더에게 쓰러지고 라파엘을 제외한 거북이들이 납치되고 만다. 에이프릴은 거북이들을 구하기 위해 친구 번을 불러 색스의 저택으로 향한다.
슈레더와 색스의 계략은 뉴욕 전역에 신경 가스를 퍼뜨린 뒤, 거북이들에게서 뽑아낸 변이 혈청으로 만든 해독제를 팔아 부를 거머쥐는 것이었다. 에이프릴 일행이 도착하여 거북이들을 구하는 사이, 색스는 혈청을 들고 슈레더에게로 도주한다. 에이프릴과 번, 거북이들은 설산에서의 사투 끝에 풋 클랜 추적자들을 격퇴하고, 색스를 뒤쫓는다.
일행은 신경가스 확산기가 장치된 라디오탑에 도착한다. 거북이들이 슈레더가 있는 옥상으로 향하는 사이, 에이프릴과 번은 연구실에서 혈청을 해독제로 제조하려던 색스와 대적한다. 에이프릴은 번의 도움을 받아 색스를 막아낸다. 그리고 거북이들도 힘을 합쳐 슈레더를 쓰러뜨린다. 그러나 싸움 도중 첨탑이 무너져 내리고, 에이프릴과 거북이들이 슈레더와 함께 매달리게 된다. 에이프릴은 슈레더에게 발차기를 날려 추락시킨다. 일행은 다행히도 다치지 않고 착지하고, 거북이들은 사람들이 눈치채기 전에 하수구로 사라진다. 그리고 스플린터를 혈청으로 회복시킨다.
사건이 마무리된 후 에이프릴은 거북이들을 위해 일련의 소동을 보도하지 않기로 한다. 이에 거북이들은 감사를 표하고, 에이프릴은 번과 데이트에 나선다.

## 출연

### 실사 배우
- 메간 폭스/멀리나 와이스먼(아역) - 에이프릴 오닐
- 윌 아넷 - 번 펜윅
- 윌리엄 피츠너 - 에릭 색스
- 토호루 마사무네 - 슈레더
- 우피 골드버그 - 버너뎃 톰슨
- 미나에 노지 - 카라이
- 애비 엘리엇 - 테일러
- 타란 킬램 - 짐 맥노턴
- K. 토드 프리먼 - 백스터 스토크먼 박사
- 폴 피츠제럴드 - 오닐 박사
- 챈스 켈리 - 리베티씨
- 데릭 미어스 - 도조 닌자
- 베니다 에반스 - 지하철 인질
- 미칼 베가 - 색스의 보디가드
- 크리스 와이드 - 리포터
- 릭 챔버스 - 뉴스 앵커
- 레나 뉴엔 - 뉴스 앵커

### 모션캡처 배우와 성우
- 피터 플로색(모션캡처)/조니 녹스빌(목소리) - 레오나르도
- 제러미 하워드 - 도나텔로
- 앨런 리치슨 - 라파엘
- 노엘 피셔 - 미켈란젤로
- 대니 우드번(모션캡처)/토니 샬호브(목소리) - 스플린터

## 기타
- 조감독: 다린 리베티
- 사운드슈퍼바이저: 로렌트 코사얀
- 미술: 닐 스피삭
- 세트: 데브라 슈트
- 특수효과: 버트 댈튼
- 시각효과: 캐더린 로츠브룩스
- 분장: 민디 홀
- 분장팀: 에린 힉스
- 분장팀: 마이크 메카쉬
- 헤어: 맨디 라이언스
- 의상: 사라 에드워즈
- 배역: 데브라 제인
- 배역: 캐슬린 초핀
- 프로덕션매니저: 린 파인지크